# Kobylnice (Mladá Boleslav)
Kobylnice é uma comuna checa localizada na região da Boêmia Central, distrito de Mladá Boleslav.